# Arany Leopárd
Az Arany Leopárd a Locarnói Nemzetközi Filmfesztivál fődíja, amelyet minden évben a legjobb filmnek ítélnek oda. Első alkalommal 1946-ban adták át az elismerést. Kezdetben a legjobb film, 1958-tól Arany Vitorla néven adták át az elismerést. A Fesztivál fődíját 1968 óta hívják Arany Leopárdnak. Több alkalommal a fődíjat megosztva ítélték oda. Egy alkalommal – 1968-ban – a hivatalos zsűri politikai okokból visszavonult.

## Díjazottak
| Év   | Film                                                                                    | Rendező                                                                | Ország                                                                 | Megjegyzés                                                                                               |
| ---- | --------------------------------------------------------------------------------------- | ---------------------------------------------------------------------- | ---------------------------------------------------------------------- | --- |
| 2024 | Toxic (Akiplėša)                                                                        | Saulė Bliuvaitė                                                        | Litvánia                                                               | |
| 2023 | Tűréshatár (Mantagheye bohrani)                                                         | Ali Ahmadzadeh                                                         | Irán / Németország                                                     | |
| 2022 | A 34-es számú szabály (Regra 34)                                                        | Julia Murat                                                            | Brazília / Franciaország                                               | |
| 2021 | Vengeance Is Mine, All Others Pay Cash (Seperti Dendam, Rindu Harus Dibayar Tuntas)     | Edwin                                                                  | Indonézia / Szingapúr / Németország                                    | |
| 2020 | A fő versenyfilmes szekció nem volt megtartva a Covid19-pandémia miatt                  | A fő versenyfilmes szekció nem volt megtartva a Covid19-pandémia miatt | A fő versenyfilmes szekció nem volt megtartva a Covid19-pandémia miatt | A fő versenyfilmes szekció nem volt megtartva a Covid19-pandémia miatt                                   |
| 2019 | Vitalina Varela                                                                         | Pedro Costa                                                            | Portugália                                                             | |
| 2018 | A Land Imagined (Huan tu)                                                               | Yeo Siew Hua                                                           | Szingapúr / Franciaország / Hollandia                                  | |
| 2017 | Mrs. Fang (Fang Xiuying)                                                                | Wang Bing                                                              | Kína / Franciaország / Németország                                     | |
| 2016 | Godless (Bezbog)                                                                        | Ralitza Petrova                                                        | Bulgária / Dánia / Franciaország                                       | |
| 2015 | Jigeumeun matgo geuttaeneun teullida                                                    | Hong Szangszu                                                          | Dél-Korea                                                              | |
| 2014 | Mula sa Kung Ano ang Noon                                                               | Lav Diaz                                                               | Fülöp-szigetek                                                         | |
| 2013 | Història de la meva mort                                                                | Albert Serra                                                           | Spanyolország / Franciaország                                          | |
| 2012 | La fille de nulle part                                                                  | Jean-Claude Brisseau                                                   | Franciaország                                                          | |
| 2011 | Abrir puertas y ventanas                                                                | Milagros Mumenthaler                                                   | Argentína / Svájc / Hollandia                                          | |
| 2010 | Han csia (Han jia)                                                                      | Hungcsuj Li (Hongqui Li)                                               | Kína                                                                   | |
| 2009 | She, A Chinese                                                                          | Hsziaolu Kuo (Xiaolu Guo)                                              | Kína                                                                   | |
| 2008 | Parque via                                                                              | Enrique Rivero                                                         | Mexikó                                                                 | |
| 2007 | Ai no jokan                                                                             | Kobajasi Maszahiro                                                     | Japán                                                                  | |
| 2006 | Das Fräulein                                                                            | Andrea Staka                                                           | Svájc                                                                  | |
| 2005 | Nine Lives                                                                              | Rodrigo García                                                         | USA                                                                    | |
| 2004 | Private                                                                                 | Saverio Costanzo                                                       | Olaszország                                                            | |
| 2003 | Khamosh Pani (Silent Waters)                                                            | Sabiha Sumar                                                           | Pakisztán/ · Franciaország/ · Németország                              | |
| 2002 | Das Verlangen                                                                           | Iain Dilthey                                                           | Németország                                                            | |
| 2001 | Alla rivoluzione sulla due cavalli                                                      | Maurizio Sciarra                                                       | Olaszország                                                            | |
| 2000 | Papa (Baba) (Father)                                                                    | Vang Suo (Wang Shuo)                                                   | Kína                                                                   | |
| 1999 | Peau d’homme, cœur de bête                                                              | Hélène Angel                                                           | Franciaország                                                          | |
| 1998 | Csao hszienseng (Zhao Xiansheng) (Mr. Csao (Zhao)                                       | Lü Jüe (Lü Yue)                                                        | Kína                                                                   | |
| 1997 | Ájne (The Mirror)                                                                       | Dzsafar Panáhi                                                         | Irán                                                                   | |
| 1996 | Nénette et Boni                                                                         | Claire Denis                                                           | Franciaország                                                          | |
| 1995 | Raï                                                                                     | Thomas Gilou                                                           | Franciaország                                                          | |
| 1994 | Homre (The Jar)                                                                         | Ebráhim Foruzes                                                        | Irán                                                                   | |
| 1993 | Azghyin ushtykzyn’azaby                                                                 | Ermek Shinarbaev                                                       | Kazahsztán                                                             | |
| 1992 | Csuijüe (Qiuyue) (Autumn Moon)                                                          | Clara Law (Chuck-Yiu)                                                  | Hongkong                                                               | |
| 1991 | Johnny Suede                                                                            | Tom Di Cillo                                                           | USA                                                                    | |
| 1990 | Szlucsajnij vals                                                                        | Szvetlana Proszkurina                                                  | Szovjetunió                                                            | |
| 1989 | Dharmaga tongjoguro kan kadalgun? (Why Has Bodhi-Dharma Left for the East? A Zen Fable) | Young-Kyun Bae                                                         | Dél-Korea                                                              | |
| 1988 | Distant Voices, Still Lives                                                             | Terence Davies                                                         | Egyesült Királyság                                                     | Arany Leopárd (megosztva)                                                                                |
| 1988 | Schmetterling                                                                           | Wolfgang Becker                                                        | Németország                                                            | Arany Leopárd (megosztva)                                                                                |
| 1987 | O Bobo                                                                                  | José Alvaro Morais                                                     | Portugália                                                             | |
| 1986 | Jezioro Bodenskie (Sons and Comrades)                                                   | Janusz Zaorski                                                         | Lengyelország                                                          | |
| 1985 | Höhenfeuer                                                                              | Fredi M. Murer                                                         | Svájc                                                                  | |
| 1984 | Florida, a paradicsom (Stranger than Paradise)                                          | Jim Jarmusch                                                           | USA                                                                    | |
| 1983 | Adj király katonát                                                                      | Erdőss Pál                                                             | Magyarország                                                           | |
| 1982 | Traveller                                                                               | Joe Comerford                                                          | Írország                                                               | A zsűri úgy döntött, hogy nem oszt ki hivatalos díjat. Négy filmet részesítettek dicséretben.            |
| 1982 | Panelkapcsolat                                                                          | Tarr Béla                                                              | Magyarország                                                           | A zsűri úgy döntött, hogy nem oszt ki hivatalos díjat. Négy filmet részesítettek dicséretben.            |
| 1982 | Les Jocondes                                                                            | Jean Daniel Pillault                                                   | Franciaország                                                          | A zsűri úgy döntött, hogy nem oszt ki hivatalos díjat. Négy filmet részesítettek dicséretben.            |
| 1982 | Quartetto Basileus                                                                      | Fabio Carpi                                                            | Olaszország                                                            | A zsűri úgy döntött, hogy nem oszt ki hivatalos díjat. Négy filmet részesítettek dicséretben.            |
| 1981 | Chakra                                                                                  | Rabindra Dharmaraj                                                     | India                                                                  | |
| 1980 | Maledetti vi amerò                                                                      | Marco Tullio Giordana                                                  | Olaszország                                                            | |
| 1979 | Sürü (The Herd)                                                                         | Zeki Okten                                                             | Törökország                                                            | |
| 1978 | I tembelides tis eforis kiladas (The Slothful Ones of the Fertile Valley)               | Nikosz Panayotopoulosz                                                 | Görögország                                                            | |
| 1977 | Antonio Gramsci, i giorni di carcere                                                    | Lino Del Fra                                                           | Olaszország                                                            | |
| 1976 | Le grand soir                                                                           | Francis Reusser                                                        | Svájc                                                                  | |
| 1975 | Le fils d’Amr est mort                                                                  | Jean-Jacques Andrieu                                                   | Belgium                                                                | |
| 1974 | Tűzoltó utca 25.                                                                        | Szabó István                                                           | Magyarország                                                           | |
| 1973 | Illumináció (Iluminacja)                                                                | Krzysztof Zanussi                                                      | Lengyelország                                                          | |
| 1972 | Ólmos percek (Bleak Moments)                                                            | Mike Leigh                                                             | Egyesült Királyság                                                     | |
| 1971 | In punto di morte                                                                       | Mario Garriba                                                          | Olaszország                                                            | Arany Leopárd a legjobb első filmért                                                                     |
| 1971 | Hanno cambiato faccia                                                                   | Corrado Farina                                                         | Olaszország                                                            | Arany Leopárd a legjobb első filmért                                                                     |
| 1971 | Les amis                                                                                | Gérard Blain                                                           | Franciaország                                                          | Arany Leopárd a legjobb első filmért                                                                     |
| 1971 | Private road                                                                            | Barney Platts-Mills                                                    | Egyesült Királyság                                                     | Arany Leopárd a legjobb második filmért                                                                  |
| 1971 | Znaky na drodze                                                                         | Andrzej Piotrovszkij                                                   | Lengyelország                                                          | Arany Leopárd a legjobb második filmért                                                                  |
| 1970 | The End Of The Road                                                                     | Aram Avakiam                                                           | USA                                                                    | Arany Leopárd (megosztva)                                                                                |
| 1970 | Soleil O                                                                                | Med Hondo                                                              | Franciaország/ · Mauritánia                                            | Arany Leopárd (megosztva)                                                                                |
| 1970 | Lilika                                                                                  | Branko Plesa                                                           | Jugoszlávia                                                            | Arany Leopárd (megosztva)                                                                                |
| 1970 | Mudzsó                                                                                  | Dzsisszódzsi Akio                                                      | Japán                                                                  | Arany Leopárd (megosztva)                                                                                |
| 1969 | Charles mort ou vif                                                                     | Alain Tanner                                                           | Svájc                                                                  | Arany Leopárd (egyhangú döntés)                                                                          |
| 1969 | A tűzön nincs átkelés (В огне брода нет)                                                | Gleb Panfilov                                                          | Szovjetunió                                                            | Arany Leopárd (többségi döntés)                                                                          |
| 1969 | Tres tristes tigres                                                                     | Raul Ruiz                                                              | Chile                                                                  | Arany Leopárd (többségi döntés)                                                                          |
| 1969 | Szemüvegesek (Those who Wear Glasses)                                                   | Simó Sándor                                                            | Magyarország                                                           | Arany Leopárd (többségi döntés)                                                                          |
| 1968 | I Visionari                                                                             | Maurizio Ponzi                                                         | Olaszország                                                            | Arany Leopárd (A hivatalos zsűri politikai okokból visszavonult. A díjakat az ifjúsági zsűri ítélte oda) |
| 1967 | Terra em transe                                                                         | Glauber Rocha                                                          | Brazília                                                               | Az ifjúsági zsűri Nagydíja                                                                               |
| 1966 | Kazdy den odvahu (Courage for Every Day)                                                | Ewald Schorm                                                           | Csehszlovákia                                                          | Az ifjúsági zsűri Nagydíja                                                                               |
| 1965 | Four in the morning                                                                     | Anthony Simmons                                                        | Egyesült Királyság                                                     | Arany Vitorla                                                                                            |
| 1964 | Fekete Péter (Cerny Petr)                                                               | Miloš Forman                                                           | Csehszlovákia                                                          | Arany Vitorla                                                                                            |
| 1963 | Transport z raje by                                                                     | Zbnek Brynych                                                          | Csehszlovákia                                                          | Arany Vitorla                                                                                            |
| 1962 | Un cœur gros comme ça                                                                   | François Reichenbach                                                   | Franciaország                                                          | Arany Vitorla                                                                                            |
| 1961 | Tüzek a síkságon (Nobi)                                                                 | Icsikava Kon                                                           | Japán                                                                  | Arany Vitorla                                                                                            |
| 1960 | Il bell’Antonio                                                                         | Mauro Bolognini                                                        | Olaszország                                                            | Arany Vitorla                                                                                            |
| 1959 | Killer’s Kiss                                                                           | Stanley Kubrick                                                        | USA                                                                    | legjobb rendezés díja                                                                                    |
| 1958 | Ten, North Frederick                                                                    | Philip Dunne                                                           | USA                                                                    | Arany Vitorla                                                                                            |
| 1957 | A kiáltás (Il grido)                                                                    | Michelangelo Antonioni                                                 | Olaszország                                                            | A díjat a filmes újságírók svájci szövetsége ítélte oda.                                                 |
| 1957 | The Young Stranger                                                                      | John Frankenheimer                                                     | USA                                                                    | A díjat a svájci-olasz rádió zsűrije ítélte oda.                                                         |
| 1956 | Nem tartották meg a fesztivált                                                          | –                                                                      | –                                                                      | – |
| 1955 | Le rossignol et l’empereur de Chine                                                     | Jirì Trnka                                                             | Csehszlovákia                                                          | A díjat a svájci-olasz rádió zsűrije ítélte oda.                                                         |
| 1955 | Carmen Jones                                                                            | Otto Preminger                                                         | USA                                                                    | A díjat a svájci-olasz rádió zsűrije ítélte oda.                                                         |
| 1954 | Dzsigokumon                                                                             | Kinugasza Teinoszuke                                                   | Japán                                                                  | A díjat a kritikusok nemzetközi zsűrije ítélte oda.                                                      |
| 1954 | Rotation                                                                                | Wolfgang Staudte                                                       | Németország                                                            | A díjat a kritikusok nemzetközi zsűrije ítélte oda.                                                      |
| 1954 | Az ötlábú birka (Le mouton à cinq pattes)                                               | Henri Verneuil                                                         | Franciaország                                                          | A díjat a kritikusok nemzetközi zsűrije ítélte oda.                                                      |
| 1953 | Julius Caesar                                                                           | David Bradley                                                          | USA                                                                    | A díjat a kritikusok nemzetközi zsűrije ítélte oda. (megosztva)                                          |
| 1953 | Glinka (Kompozitor Glinka)                                                              | Grigorij Alekszandrov                                                  | Szovjetunió                                                            | A díjat a kritikusok nemzetközi zsűrije ítélte oda. (megosztva)                                          |
| 1953 | The Glass Wall                                                                          | Maxwell Shane                                                          | USA                                                                    | A díjat a kritikusok nemzetközi zsűrije ítélte oda. (megosztva)                                          |
| 1952 | Hunted                                                                                  | Charles Crichton                                                       | Egyesült Királyság                                                     | A díjat a sajtó nemzetközi zsűrije ítélte oda.                                                           |
| 1951 | Nem tartották meg a fesztivált                                                          | –                                                                      | –                                                                      | – |
| 1950 | When Willie comes marching home                                                         | John Ford                                                              | USA                                                                    | A díjat a sajtó nemzetközi zsűrije ítélte oda.                                                           |
| 1949 | La ferme des sept péchés                                                                | Jean Devaivre                                                          | Franciaország                                                          | Nagydíj                                                                                                  |
| 1948 | Németország a nulladik évben (Germania anno zero)                                       | Roberto Rossellini                                                     | Olaszország                                                            | Nagydíj                                                                                                  |
| 1947 | Hallgatni arany (Le silence est d’or)                                                   | René Clair                                                             | Franciaország                                                          | legjobb film                                                                                             |
| 1946 | And then there were none                                                                | René Clair                                                             | USA                                                                    | legjobb film                                                                                             |